# Кетрін Хагедорн
Кетрін Йоганна Хагедорн (16 жовтня 1961 — 12 листопада 2013) — американська етномузикологиня. Народилася в Самміті, штат Нью-Джерсі, в білій родині, вона стала традиційною кубинською барабанщицею та жрицею сантерії.
Вона провела свою кар'єру як професор музики в коледжі Помона в Клермонті, штат Каліфорнія, де керувала програмою етномузикології, була співкоординатором програми гендерних і жіночих досліджень і стала заступником декана. Вона також була «постійним науковцем у Центрі вивчення світових релігій Гарвардського університету та запрошеним професором Каліфорнійського університету в Санта-Барбарі».
Вивчав мови та класичне фортепіано в Університеті Тафтса, Хагедорн здобув ступінь магістра радянських досліджень в Університеті Джона Гопкінса. Вона стала співробітником Білого дому та працювала в відділі Афганістану в Державному департаменті.
Починаючи з 1989 року Хагедорн їздив на Кубу, щоб вивчати гру на барабані бата в провінції Матансас. Там вона була посвячена в жриці Сантерії. У Помоні вона навчала гри на барабані бата, тувинського горлового співу та керувала балійським ансамблем Гамелан. Її заняття були описані як «підкреслено активні, не кажучи вже про гучні».
Її найвідоміша робота — «Божественні висловлювання: вистава афро-кубинської Сантерії».

## Праці
- Hagedorn, Katherine J. (2001). Divine utterances: the performance of Afro-Cuban Santería. Washington, D.C.: Smithsonian Institution Press. ISBN 156098922X.
- Hagedorn, Katherine J. (2006). Toward a Theology of Sound. Harvard Divinity Bulletin. 34 (2). Архів оригіналу за 9 жовтня 2013. Процитовано 21 листопада 2013.
- Katherine J. Hagedorn. Microsoft Academic Search. Архів оригіналу за 25 вересня 2015. Процитовано 21 листопада 2013.

## Зовн. посилання
- Faculty Profile, Katherine J. Hagedorn. Pomona College. Процитовано 21 листопада 2013.
- Photo of Katherine Hagedorn with the Harvey Mudd American Gamelan. Harvey Mudd College. Процитовано 21 листопада 2013.
- «Tangible Effects of Preserving Intangible Culture in Cuba: Afro-Cuban Religious Performance and the Conjunto Folklórico Nacional — A Case Study», an article by katherine J. Hagedorn at lameca.org